# Metaphycus gilvus
Metaphycus gilvus är en stekelart som beskrevs av Compere 1957. Metaphycus gilvus ingår i släktet Metaphycus och familjen sköldlussteklar. Inga underarter finns listade i Catalogue of Life.